# 塞爾維亞華人
塞爾維亞華人，根據2001年的統計有1,373人但估計有15,000人，多數住在首都貝爾格萊德。他們多數來自上海，有居留權但沒公民權。
華人移民到塞爾維亞是在前南斯拉夫總統米洛舍維奇和他的妻子米拉·馬爾科維奇於1997年訪問中國之後提出的。1998年8月，他們有30人。有一個傳言，米洛舍維奇引進了5萬華人，並給他們南斯拉夫護照，使他們可以在選舉中投票給他。報紙新聞報稱，有一個城鎮是由一整個浙江省金華縣金順村移植到此地，並在新贝尔格莱德的中國中心有業務。但此新闻仅仅是传言，消息来源有待考证。
華人當他們孩子達到小學年齡時，會將他們的送到中文學校，學習中文和學習當地語言一樣對社區很重要。
除了貝爾格萊德（Blok 70），在塞爾維亞第二大城市諾威薩有一個相當大的華人社區，它有一個中國貿易中心，以及許多中國商店和餐館。

## 外部連結
- Chinese Migrants Use Serbia as Gate to Europe （页面存档备份，存于） （英文）